# 歌謡女子 じゅくぜん果実
歌謡女子 じゅくぜん果実とは、実業家としても活躍する小島綾香と日系ブラジル3世の歌手・デボラ延寿の2人からなるデュオ。プロデューサーは音楽家の中村泰士。
じゅくぜん果実は、作曲家の中村泰士が石原裕次郎に提供した楽曲をリメイクするという、中村が長年温めてきたアイデアから誕生したデュオ。
中村プロデュース、石原プロモーション公認のもとデビュー。デビューは2015年7月17日。この日は石原裕次郎の命日にあたり、この点にもこだわりと思い入れの深さがうかがえる。
シングルに収録されるのは1973年にリリースされた大塚和子作詞の「きょうよりあしたが」、阿久悠作詞の「旧友」と、1972年に発表されたなかにし礼作詞の「男のブルース」「さらば青春」の計4曲。

## デビュー・シングル「きょうよりあしたが」収録曲
1. きょうよりあしたが
作詞：大塚和子 / 作曲：中村泰士 / 編曲：かせだあきひろ
2. 旧友
作詞：阿久悠 / 作曲：中村泰士 / 編曲：かせだあきひろ
3. 男のブルース
作詞：なかにし礼 / 作曲：中村泰士 / 編曲：かせだあきひろ
4. さらば青春
作詞：なかにし礼 / 作曲：中村泰士 / 編曲：かせだあきひろ
5. きょうよりあしたが（カラオケ）